# Mihail Zoșcenko
Mihail Mihailovici Zoșcenko (în rusă Михаил Михайлович Зощенко; n. 9 august S.N. 21 august 1895, Poltava, Imperiul Rus – d. 22 iulie 1958, Leningrad, URSS) a fost militar al Războiului Civil Rus, apoi  a devenit scriitor satiric rus, în perioada sovietică, dramaturg, scenarist și traducător.
Este considerat un clasic al literaturii rusești și sovietice. Unele surse indică Sankt Petersburgul ca locul său de naștere, altele Poltava, dar scriitorul însuși indică ca loc al nașterii Sankt Petersburg.
Vârful de lance al operelor sale satirice este îndreptat împotriva ignoranței, mândriei burgheze, cruzimii și altor vicii umane.

## Biografie

### Primii ani, militar înRăzboiul civil rus
Zoșcenko s-a născut în 1894, la Sankt Petersburg, Imperiul Rus, conform autobiografiei sale din 1953. Tatăl său a fost un artist ucrainean, pictor și mozaicar, care a fost responsabil de decorarea exterioară a Muzeului Suvorov din Sankt Petersburg. Mama lui era de origine rusă.
Viitorul scriitor a studiat un an la facultatea de drept a Universității din Sankt Petersburg, dar nu a absolvit din cauza problemelor financiare. În timpul primului război mondial, Zoșcenko s-a înrolat  și a servit în armată ca ofițer inferior, a fost rănit în acțiune de mai multe ori, fiind ulterior foarte decorat. În 1919, în timpul războiului civil rus, a slujit câteva luni în Armata Roșie înainte de a fi trecut în rezervă din motive de sănătate.
După ce a fost trecut în rezervă a pribegit o vreme prin Rusia și a lucrat, după cum scrie într-o autobiografie din 1922, ca tâmplar, calfă de cizmar, milițian, agent al miliției judiciare, jucător de cărți, actor sau funcționar.

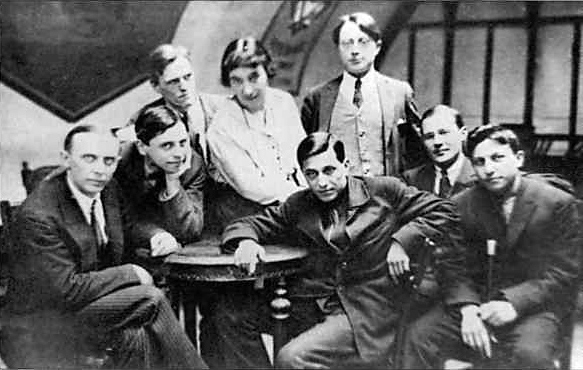
Frații Serapion. De la stânga la dreapta: Konstantin Fedin, Mihail Slonimski, Nikolai Tihonov, Elizaveta Polonskaia, Nikolai Nikitin, Mihail Zoșcenko, Ilia Gruzdev, Veniamin Kaverin.

### Scriitor satirist
Din 1921, a fost membru al grupului Frații lui Serapis și a dobândit o mare popularitate în anii 1920 ca satirist.
Zoșcenko a fost influențat în scrierile sale de concepțiile estetice și ideologice ale grupului. Astfel, situațiile comice din scrierile sale apar prin îngroșarea culorilor, denaturarea unor stări reale de lucruri. L. F. Erșov evidențiază că trebuie să se facă deosebire între viciile din concepția unui artist și tendința naturală a umoristului de a prezenta aspecte ale vieții sub o formă ascuțit hiperbolică.

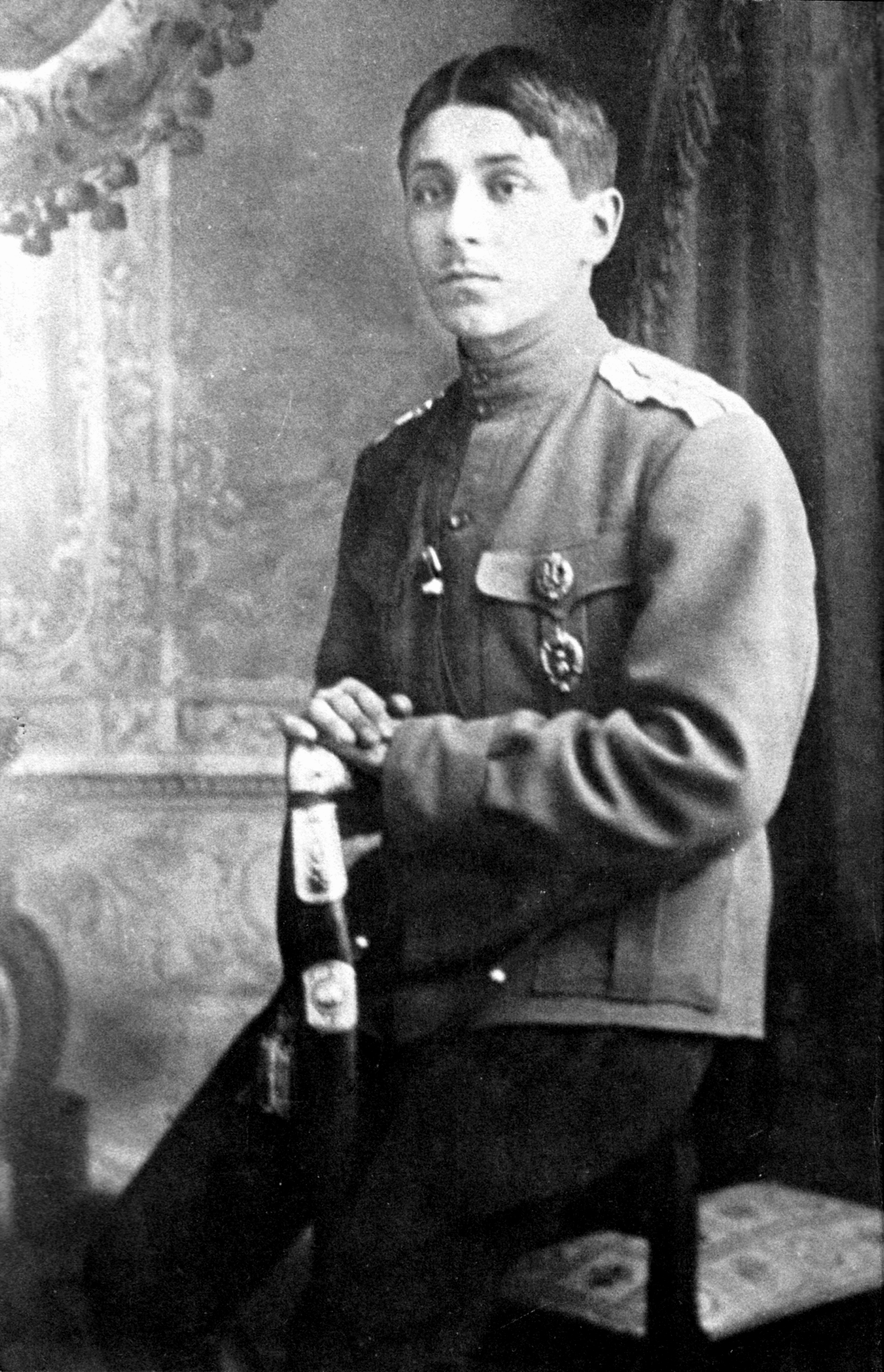
În 1916

Zoșcenko a publicat prima sa povestire în 1922, iar prima sa carte, Povestirile domnului Nazar Ilici Sinebriuhov, a apărut în același an. Urmează cărțile care i-au adus faima de artist cu totul original, Viața veselă (1924) și Stimați cetățeni (1926). În această lucrare, tema lui preferată, a „omului mărunt” este tratată într-o nouă manieră, având semnătura măiestriei necontestate a scriitorului.

### Succes literar
În anii 1920 - 1930, cărțile lui Zoșcenko au fost publicate și retipărite în ediții cu tiraje uriașe, iar scriitorul a avut spectacole în toată țara, iar succesul său a fost incredibil.
La 1 februarie 1939, a primit Ordinul Drapelul Roșu al Muncii. Unele povestiri ale sale au fost traduse în limba germană și publicate în 1940 de editura Grete Willinsky ca volumul Schlaf schneller, Genosse! (Dormi mai repede, tovarășe!), povestirile au fost apreciate de conducerea celui de-al Treilea Reich. Alfred Rosenberg a scris în jurnalul său din 30 aprilie 1940 că Hitler a citit cartea jumătate de noapte, de asemenea Joseph Goebbels a scris în jurnalul său că Fuehrer-ul este încântat de cartea lui Zoșcenko.
Militarul devenit scriitor a scris, în 1940, o carte pentru copii cu povestiri despre Vladimir Lenin.
În septembrie 1941, Zoșcenko a fost evacuat prin ordin, mai întâi la Moscova, apoi la Alma-Ata. Greutatea bagajelor permise nu ar fi trebuit să depășească 12 kg, iar Zoșcenko a strâns 20 de caiete goale pentru viitoarea sa carte „Înainte de răsăritul soarelui” într-o valiză, astfel i-au rămas doar patru kilograme pentru orice altceva. În Alma-Ata, a lucrat în departamentul de scenarii al studioului Mosfilm. În acest moment el a scris o serie de povestiri de război, câteva lucrări antifasciste, precum și scenariile filmelor „Fericirea soldatului” (Солдатское счастье) și „Frunzele căzătoare” (Опавшие листья).
În aprilie 1943, Zoșcenko a sosit la Moscova, unde a fost membru al consiliului editorial al revistei Krokodil (Крокодил).
În perioada 1944-1946 a lucrat mult ca dramaturg și în teatre. Două dintre comediile sale au fost puse în scenă la Teatrul Dramatic din Leningrad, dintre care una - „Servieta din pânză” (Парусиновый портфель) - a avut 200 de spectacole pe an.
În aprilie 1946, a primit Medalia „Pentru Merit în Muncă în Marele Război pentru Apărarea Patriei din 1941–1945”, dar trei luni mai târziu, după ce revista Zvezda i-a retipărit povestirea pentru copii „Aventurile unei maimuțe” (publicată în 1945 în „Murzilka”), oficialii sovietici, deranjați de tonul acestei povestiri, au afirmat că „Zoșcenko, care a scăpat în spatele [frontului], nu a făcut nimic pentru a ajuta poporul sovietic în lupta împotriva invadatorilor germani” și „comportamentul său nedemn în timpul războiului este bine cunoscut”.
La 14 august 1946, a fost emis Decretul Biroului de organizare al Comitetului central al Partidului Comunist privind revistele Zvezda și Leningrad, în care redactorii ambelor reviste au fost aspru criticați pentru „oferirea unei tribune literare scriitorului Zoșcenko” - revista Leningrad a fost închisă pentru totdeauna..

Grava greșeală a revistei Zvezda este aceea de a oferi o tribună literară scriitorului Zoșcenko, ale cărui opere sunt străine literaturii sovietice. Editorii de la Zvezda știu că Zoșcenko s-a specializat de multă vreme în a scrie lucruri goale, lipsite de sens și vulgare, în predicarea lipsei putrede de idei, a vulgarității [...] pentru a dezorienta tineretul nostru și a le otrăvi conștiința. Ultima dintre povestirile publicate de Zoșcenko, „Aventurile unei maimuțe” (Zvezda, nr. 5-6, 1946), este o calomnie vulgară asupra vieții sovietice și asupra oamenilor sovietici. Zoșcenko înfățișează ordinea sovietică și poporul sovietic într-o formă urât caricaturală, defăimând poporul sovietic ca fiind primitiv, fără cultură, prost, cu gusturi și moravuri filistine.

Alocarea unor pagini de către Zvezda unei literaturi atât de vulgare[...] este cu atât mai inacceptabilă cu cât consiliul editorial al revistei este foarte conștient de fizionomia lui Mihail Zoșcenko și de comportamentul său nedemn în timpul războiului, când Mihail Zoșcenko, fără a ajuta poporul sovietic în lupta împotriva invadatorilor germani a scris un lucru atât de dezgustător precum „Înainte de răsăritul soarelui”[...]

### După aplicareaDoctrinei Jdanov
Din 1946, după denunțarea sa ca „imperialist” care scrie opere străine literaturii sovietice prin Doctrina Jdanov, Zoșcenko a trăit într-o sărăcie extremă. După decizia și raportul lui Jdanov, Zoșcenko și Anna Ahmatova au fost expulzați din Uniunea Scriitorilor Sovietici. Numele lui Zoșcenko a fost complet șters, nu a fost menționat în presă, chiar și editorii lucrărilor pe care le-a tradus nu au indicat numele traducătorului. Aproape toți cunoscuții săi literari și-au încheiat relația cu acesta. 
Potrivit lui Constantin Simonov, „alegerea de a lovi în Ahmatova și Zoșcenko nu a fost asociată atât cu ei înșiși, ci împotriva acelui triumf amețitor, parțial demonstrativ, în atmosfera în care au avut loc spectacolele Ahmatovei la Moscova,[...] în poziția de autoritate pe care Zoșcenko a avut-o după întoarcerea sa la Leningrad.”
În perioada 1946 - 1953, Zoșcenko a fost nevoit să lucreze ca traducător (lucru datorit sprijinului angajaților editurii de stat din Republica Socialistă Sovietică Carelo-Finică) și ca cizmar, meserie pe care a stăpânit-o în tinerețe. A tradus printre altele cărțile unor scriitori ca Antti N. Timonen („De la Karelia la Carpați”), Maxim Nikolaevici Țagaraev sau două povestiri traduse magistral ale scriitorului finlandez Algot Untola (sub pseudonimul Maiju Lassila), „După chibrituri” și „Înviat din morții”.

### După moartea lui Stalin
După moartea lui Stalin, a fost ridicată problema restabilirii lui Zoșcenko în Uniunea Scriitorilor, au vorbit Constantin Mihailovici Simonov și Aleksandr Tvardovski. Simonov a fost împotriva expresiei „restabilire”. În opinia sa, a restabili înseamnă a recunoaște că te-ai înșelat. Prin urmare, este necesar ca Zoșcenko să fie acceptat din nou și nu restabilit, iar acele lucrări pe care le-a scris după 1946 sunt considerate, ca și înainte, gunoi literar care rămâne interzis de partid. Simonov a sugerat ca Zoșcenko să fie admis în Uniunea Scriitorilor ca traducător, nu ca scriitor. În iunie 1953, Zoșcenko a fost readmis în Uniunea Scriitorilor.
În mai 1954, Zoșcenko și Ahmatova au fost invitați la Casa Scriitorilor, unde s-au întâlnit cu un grup de studenți din Anglia. Studenții britanici au insistat să li se arate mormintele lui Zoșcenko și Ahmatova, dar li s-a spus că ambii scriitori le vor fi prezentați în viață. La ședință, unul dintre studenți a pus o întrebare: ce părere au Zoșcenko și Ahmatova despre decretul din 1946, care este dezastruos pentru ei. Zoșcenko a spus că nu poate fi de acord cu insultele adresate lui, este un ofițer rus foarte decorat, a scris cu conștiința curată, povestirile sale nu pot fi considerate calomnii, satira a fost regizată împotriva filistinismului pre-revoluționar și nu împotriva poporului sovietic. Britanicii l-au aplaudat. Ahmatova a răspuns la întrebare cu răceală: „Sunt de acord cu rezoluția partidului”. Fiul ei, Lev Nikolaievici Gumiliov, a fost închis din 1938 până în 1956. După această întâlnire, apar articole devastatoare în ziare, reproșurile cad asupra lui Zoșcenko: în loc să schimbe ceea ce i-a ordonat partidul, el încă nu este de acord. Discursul lui Zoșcenko este aspru criticat în întâlnirile literare și începe o nouă rundă de hărțuiri. La o întâlnire la care au participat autoritățile literare de la Moscova, la o lună după întâlnirea cu britanicii, Zoșcenko a fost acuzat că a îndrăznit să-și declare public dezacordul cu rezoluția Comitetului Central. Simonov și Vsevolod Kocetov au încercat în zadar să-l convingă pe Zoșcenko să „se pocăiască”.  Curând au apărut însă articole în presa engleză care afirmau că o călătorie în URSS a risipit miturile despre imposibilitatea unei discuții libere și fără restricții în această țară, iar atacurile asupra lui Zoșcenko au încetat. Cu toate acestea, puterile scriitorului s-au epuizat, depresiile sale au fost din ce în ce mai frecvente, iar Zoșcenko nu a mai avut dorința de a lucra.

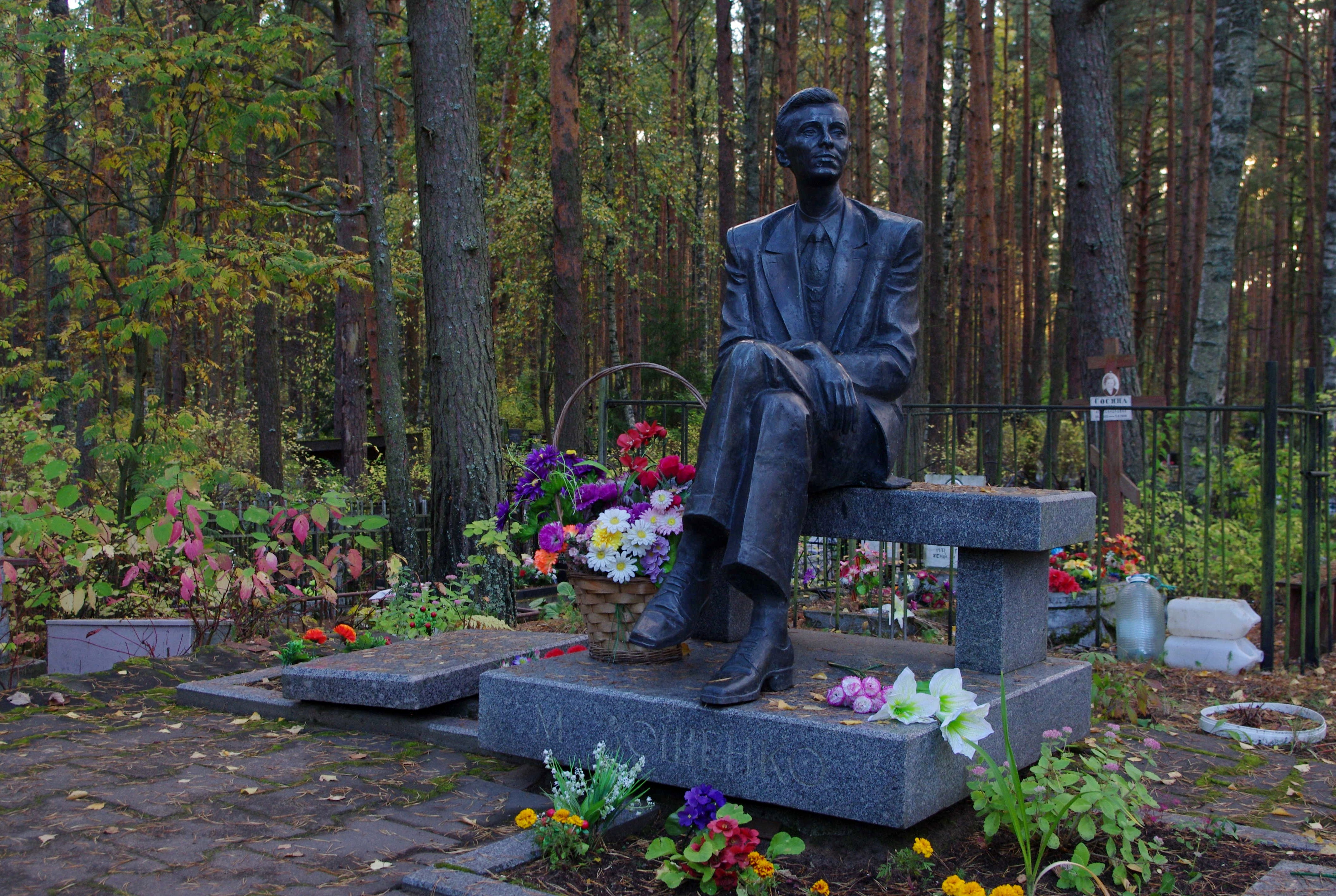
Monumentul de pe mormântul său

La împlinirea vârstei de pensionare, la jumătatea lunii august 1955 (anul oficial de naștere în acel moment a fost considerat 1895), scriitorul a depus dosarul de pensionare la Leningrad. Cu toate acestea, abia în iulie 1958, cu puțin timp înainte de moartea sa, după mai multe probleme, Zoșcenko a primit o notificare cu privire la acordare unei pensii personale de 1200 ruble.

### Decesul
În primăvara anului 1958, Mihail Zoșcenko s-a otrăvit cu nicotină, ceea ce a dus la un scurt spasm al vaselor cerebrale; a început să vorbească foarte greu și nu i-a mai recunoscut pe cei din jur. La 22 iulie 1958, la 0:45, Zoșcenko a murit de insuficiență cardiacă acută. Scriitorul a fost înmormântat la cimitirul orașului Sestrorețk, după ce autoritățile au interzis înmormântarea sa în muzeul-cimitir Literatorskie mostki (Aleea scriitorilor) din Cimitirul Volkov din Sankt Petersburg.

## Posteritate
Zoșcenko a avut un stil simplu de scriere, ceea ce l-a făcut simultan accesibil „oamenilor din popor”: „Scriu foarte compact. Frazele mele sunt scurte. Accesibile săracilor. Poate că acesta este motivul pentru care am atât de mulți cititori.” Solomon Volkov compară acest stil cu goliciunea sfinților ruși Nebuni întru Hristos sau iurodivîi (юродивый).
Asteroidul 5759 Zoshchenko din centura principală, descoperit pe 22 ianuarie 1980 de Liudmila Karacikina, a fost numit în onoarea sa.

## Traduceri în limba română
- Mihail Zoșcenko, Kerenski, Editura Cartea Rusă, 1957; traducere I. Flavius; I. Păcuranu[35]
- Mihail Zoșcenko, Galoșul, Editura Tineretului, Buc., 1968; traducere de Igor Block[36][37]
- Mihail Zoșcenko, Povestea rațiunii, Editura Junimea, Iași, 1974; traducere de Natalia Cantemir[38][39]

Antologii
- Ilia Ilf, Evgheni Petrov, Mihail Zoșcenko, Panteleimon Romanov, Romanța samovarului (proză umoristică); prefață de Marcel Petrișor, Editura Univers, 1976;[40] traducere de Igor Block (povestirile lui Zoșcenko, pp. 15-128).[41]